# シャルル・ヴァグネル

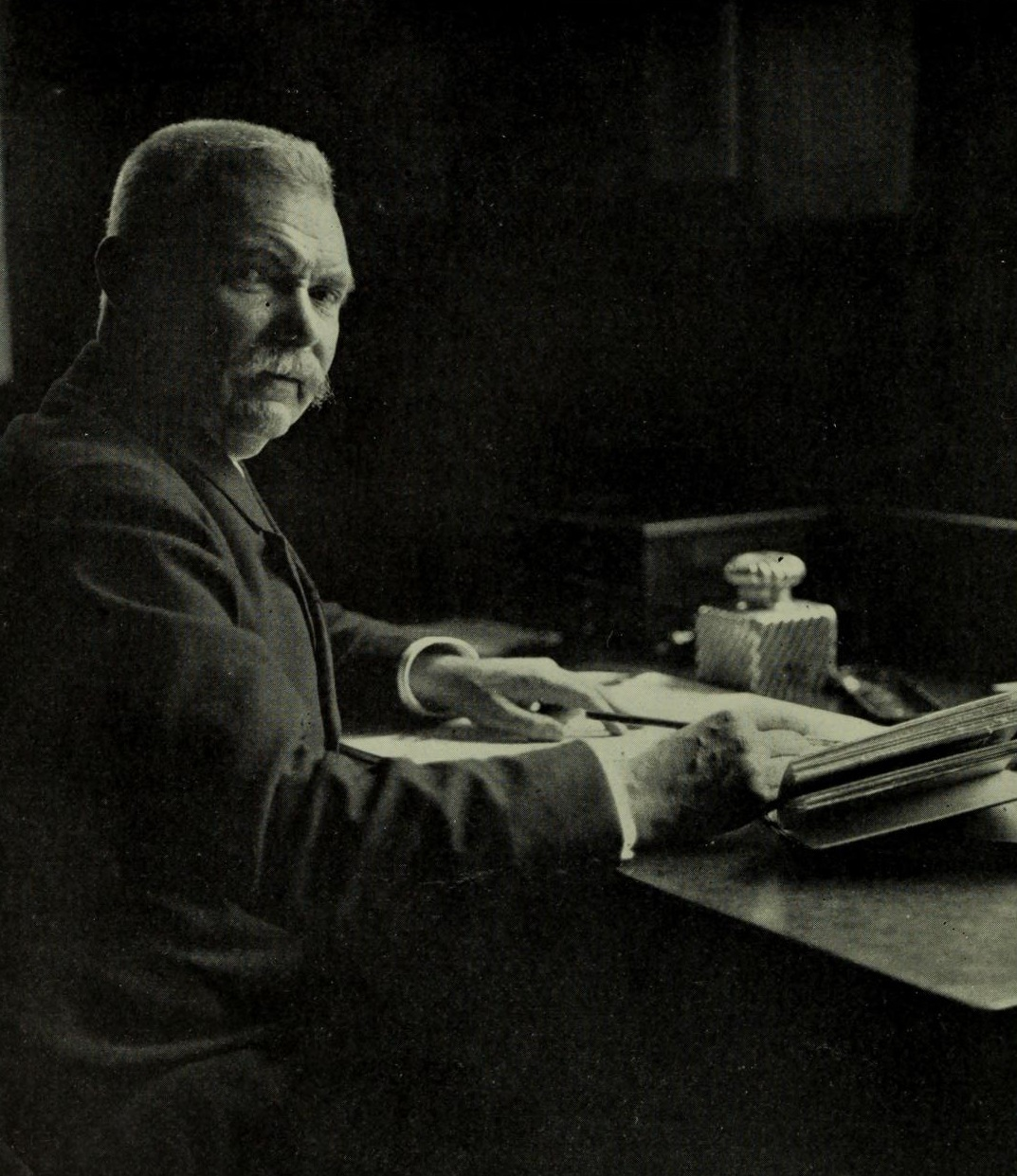
仕事中のシャルル・ヴァグネル

シャルル・ヴァグネル（仏: Charles Wagner、1852年1月3日 - 1918年5月12日）は、アルザス出身のフランスの牧師、教育者。フランスの改革派牧師であり、その著作は彼の時代の改革派神学の形成に影響を与えた。

## バイオグラフィー
ヴァグネルはモゼル県ヴィベルスヴィレで生まれ、父親はルーテル教会牧師。14歳のとき、彼はパリにわたり、1869年に学士号を取得してソルボンヌ大学を卒業した。その後、神学の学位を取得するためストラスブールに行くが、ゲッティンゲンで研究を続けた。
当初はルター派の牧師であったが、プロテスタントに転向し、改革派教会に大きな影響を与えた。

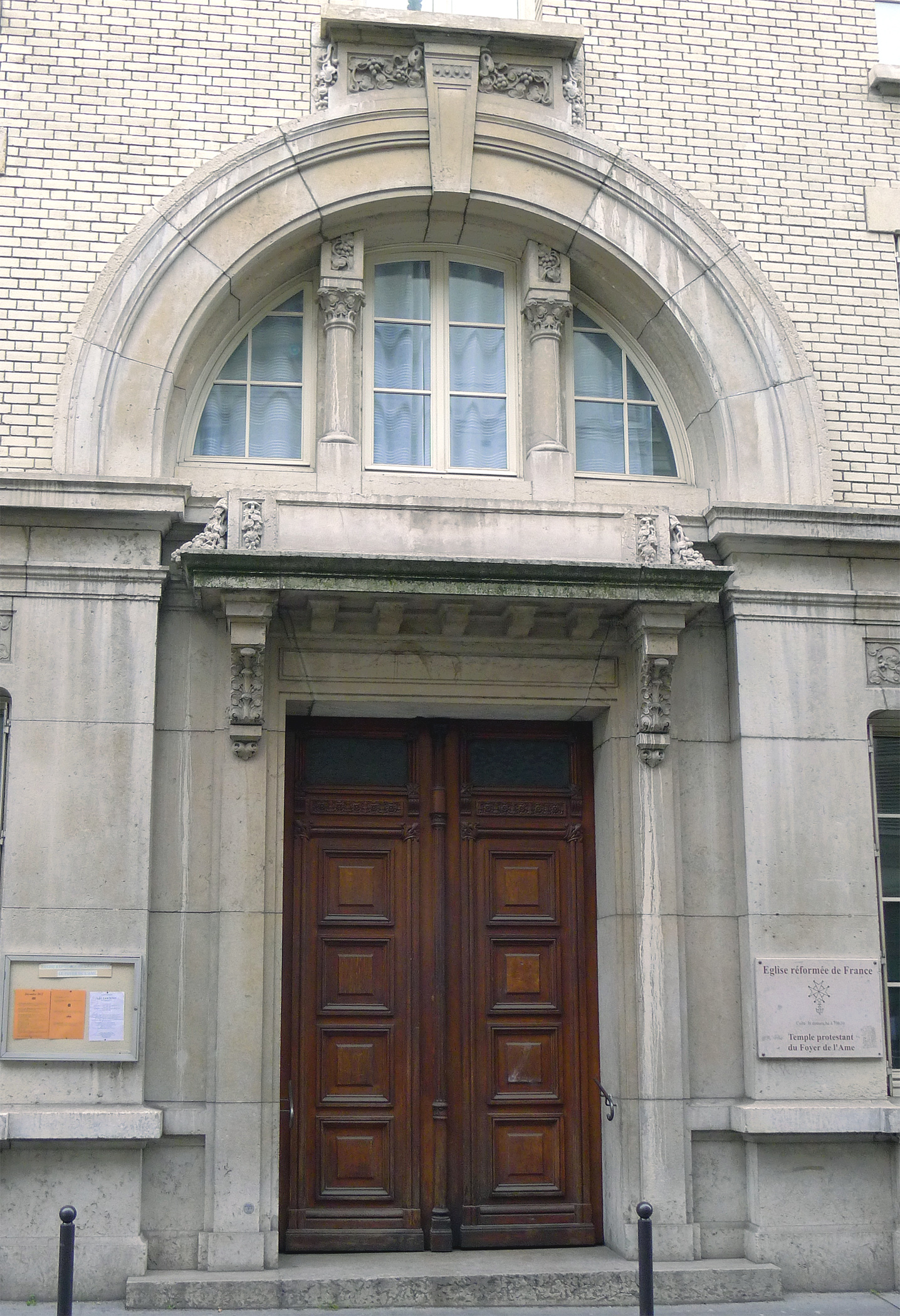
Temple protestant du Foyer de l'Âme

## 日本語訳書
- シャルル・ヴァグネル著、大塚幸男訳、祖田修監訳『簡素な生活 : 一つの幸福論』、講談社学術文庫、2001年、ISBN 4061594869
- シャルル・ヴァグネル著、山本知子訳『簡素な生き方』、講談社、2017年、ISBN 978-4062202138